# Dendrochilum foxworthyi
Dendrochilum foxworthyi är en orkidéart som beskrevs av Oakes Ames. Dendrochilum foxworthyi ingår i släktet Dendrochilum och familjen orkidéer. Inga underarter finns listade i Catalogue of Life.